# Unione Sportiva Triestina 1930
Questa pagina raccoglie le informazioni riguardanti l'Unione Sportiva Triestina nelle competizioni ufficiali della stagione 1930.

## Rosa
| N° | Naz.              | Ruolo | Sportivo        |  |  |  |
| -- | ----------------- | ----- | --------------- |  |  |  |
|    | Italia (bandiera) | E     | Luigi Canal     |  |  |  |
|    | Italia (bandiera) | E     | Mario Cergol    |  |  |  |
|    | Italia (bandiera) | E     | Gino De Santi   |  |  |  |
|    | Italia (bandiera) | E     | Vittorio Dorigo |  |  |  |
|    | Italia (bandiera) | P     | Ares Pecorari   |  |  |  |
|    | Italia (bandiera) | E     | Aldo Orlandi    |  |  |  |

## Risultati

### Divisione Nazionale
| Milano 22 giugno 1930 Turno di qualificazione | Triestina | 3 – 2 | Patavium | Salone Fratelli Brigatti |

| Milano 22 giugno 1930 Semifinale | Triestina | ? – ? | Genova | Salone Fratelli Brigatti |

| Milano 22 giugno 1930 Finale | Novara | 3 – 0 | Triestina | Salone Fratelli Brigatti |